# Headcult
Headcult ist das vierte Album der deutschen Pagan-Metal-Band Morrigan. Es wurde 2005 von Undercover Records veröffentlicht. Das Cover stammt von Beliar, der Rest der Gestaltung von K.D. von der griechischen Band Nocternity, die sich zuvor eine Split-EP mit Morrigan geteilt hatte. Der Titel des Albums bezieht sich auf den keltischen Kopfkult.

## Titelliste
1. Morrigans Flight over Celtic Lands – 4:08
2. Crom Cruach – 10:00
3. Where Rainbows End – 6:41
4. Bloody Blue Faces – 5:33
5. They Can’t Tame the Devil – 4:45
6. Headcult – 8:12
7. Tailisain – 7:45
8. Beyond the Convent – 6:44
9. Spell of the Mountain King – 8:01

## Musikstil
Der Musikstil ist nach wie vor von Bathory inspiriert und übernimmt „alle Trademarks des Schweden zu seiner Wikinger-Zeit“, verbunden mit einer verhallten, grieghallen-artigen Produktion. Gegenüber den Vorgängeralben verzichtet Heacult zugunsten epischerer Kompositionen auf schnellere Lieder und enthält „weniger beliebig Geknüppel […]. Vielmehr wurde alles bisher dargebotene noch mehr ausgefeilt und perfektioniert.“ Während bis dahin „der ständige Wechsel zwischen Epik und Aggression“ typisch für die Band war, ist Headcult „das erste komplett epische Album“ der Band. Robin von Archaic-Magazine.com verglich das Album mit den neueren Werken von Graveland, Balor bestritt im Interview mit ihm allerdings jedwede Graveland-Einflüsse bei Morrigan. The Celtic Winter sei „eine großartige Veröffentlichung“ gewesen, der Rest sei nicht seine „Tasse Tee“.
Das Album beginnt mit dem etwa vierminütigen Intro Morrigans Flight over Celtic Lands, aus Flöten und Ambient-Instrumentation sowie Rabengeschrei, einer Art Chor, Schwerterklingen und anderen Kampfgeräuschen besteht, also eine Schlachtszene darstellt.
Die eigentlichen Lieder haben alle unterschiedliche Strukturen, die großteils auf Riffs ähnlich denen im Thrash Metal basieren. Die Atmosphäre des Albums wurde als „ziemlich einnehmend, episch und doch immerzu kalt und von einer extremen Ruhe erfüllt“ beschrieben. Das Schlagzeugspiel ist abwechslungsreich, der Gesang wird sowohl guttural als auch klar vorgetragen; das Lied Crom Cruach etwa „lebt durch ständig wiederkehrende, sich auftürmende archaische Chöre, die immer aufs Neue in mächtigen Schreien ausklingen“. Die Lieder „stellen eine Verbindung untereinander her“; Headcult ist laut Balor eine Art Konzeptalbum.
Neben Bathory diente wohl aber auch die englische Band Magnum als Inspiration: Bloody Blue Faces beginnt mit dem ersten Riff aus Magnums Kingdom of Madness.

## Kritiken
Robin von Archaic-Magazine.com lobt den klaren Gesang, der im Gegensatz zu vielen anderen Veröffentlichungen nicht deplatziert klinge. Er empfiehlt Headcult jedem, der Bathory und Graveland, klaren Gesang, lange Titel, Intros und Abwechslungsreichtum mag. Markus Eck von Metalmessage bezeichnete das Album als das seiner Meinung nach „bisher beste Werk von Morrigan. Malerische nordische Epik und unstillbare Sehnsucht nach uralten Zeiten geben sich hier ein edles Stelldichein mit guten alten atmosphärischen Bathory-Klangbildern, wie sie eben ‚Hammerheart‘ oder ‚Twilight Of The Gods‘ boten.“ Die Lieder seien allerdings „viel zu eigenständig und künstlerisch gehaltvoll“, um ein Bathory-Plagiat zu sein. Karsten Heim von metalnews hingegen bezeichnet den ersten Höreindruck als „ein eher enttäuschendes Erlebnis“, da „viele der darauf enthaltenen Stücke nicht die Qualität der epischen Hymnen aus früheren Tagen“ überträfen. Außerdem habe das Album „bedauerlicherweise keinen richtigen Höhepunkt“. Auch seien „Klangfehler, wie das blechtrommelartige Schlagwerk, sowie der indifferente Gesamtklang nicht zu überhören“. Nach mehrmaligem Hören finde er die „stumpf klingenden Gitarren […] aber mittlerweile sehr passend, weil sie hier der Musik sehr viel barbarische, stoische Kraft verleihen“. Inzwischen „sehe und FÜHLE“ er „die wahre Pracht dieses Kleinods keltischer Tonkunst“. Es biete zwar nicht alles, was er sich erhofft habe, sei aber „definitiv große Kunst“. Lady Obscura von schwermetall.ch findet Beliars Krächzgesang „ziemlich gewöhnungsbedürftig“, sein Klargesang sei besser und komme „sehr kraftvoll herüber“. Sie empfand das Album zunächst als „einfach nur langweilig“ und habe den Zugang zu einem Album selten als so schwierig empfunden wie bei Headcult. Die von der Band skandierte alleinige Beeinflussung durch Bathory schlage sich deutlich auf die Musik nieder; sie komme zwar nicht an das Original heran, es sei aber „für Bathory-Anhänger […] auf jeden Fall Pflicht, einmal in "Headcult" rein zu hören“. Hawk von The Metal Observer bezeichnete das Magnum-Riff als „[s]chön geklaut“ und sprach eine Empfehlung für das Album aus.
Fenriz von Darkthrone bezeichnete Headcult als „Perfektion“ des von Quorthon initiierten Stils, der „[w]eit besser als Folk Metal“ sei; das Album klinge, „als hätte es zwischen ‚Hammerheart‘ und‚Twilight of the Gods‘ erscheinen können“. Michael Meyer von Bloodchamber.de bezeichnet es als „das beste Bathory-Album seit über einem Jahrzehnt“, nachdem Destroyer of Worlds „beschissen“ gewesen sei und Nordland I und Nordland II nur durchschnittlich. Er bezeichnete „die Namen von politischen Legasthenikern wie Absurd und Totenburg“ als aufgrund der Qualität der Musik „scheissegal“, kündigte aber ein Interview an, „in dem wohl auch die Beziehung zu oben erwähnten NSBM-Bands zur Sprache kommen sollte“. Im Nachhinein distanzierte sich die Redaktion von Bloodchamber.de aber „[a]ufgrund der nicht immer ganz klaren Verhältnisse zum Zeitpunkt der Veröffentlichung dieses Textes oder durch erst später bekanntgewordene Äußerungen, Handlungen und Beziehungen der betreffenden Musiker […] ausdrücklich von jeglicher nationalsozialistischer Denkweise oder Propaganda“.